# Copa Mundial Junior de Hockey Femenino de 2025
La Copa Mundial Junior de Hockey Femenino  de 2025 será la decimoprimera edición de la Copa Mundial Junior de Hockey Femenino organizada por la FIH. Se realizará en Santiago, Chile del 1 al 13 de diciembre de 2025. Contará con la participación por primera vez de 24 selecciones nacionales.
Por cuarta vez, Santiago será la sede de la Copa del Mundo Junior Femenina, tras las ediciones de 2005, 2016 y 2023.

## Clasificación
Además de Chile, que se clasificó automáticamente como anfitrión, las otras 23 selecciones participantes lograron su plaza a través de sus torneos continentales.
Como sólo dos equipos participaron de la clasificación de Oceanía, la tercera plaza de Oceanía se le concedió a Europa, el continente del siguiente equipo mejor ubicado en el Ranking Mundial Junior.
| Competición                         | Fecha                            | Sedes    | Plazas | Clasificados                                                    |
| ----------------------------------- | -------------------------------- | -------- | ------ | --------------------------------------------------------------- |
| País anfitrión                      |                                  | Santiago | 1      | Chile                                                           |
| Campeonato Panamericano Junior 2024 | 3-12 de julio de 2024            | Surrey   | 4      | Argentina Estados Unidos Uruguay Canadá                         |
| Campeonato Eurockey sub-21 2024     | 14-20 de julio de 2024           | Tarrasa  | 6 7    | Países Bajos España Inglaterra Alemania Bélgica Irlanda Austria |
| Campeonato Eurohockey sub-21 Ⅱ 2024 | 16-20 de julio de 2024           | Rakovník | 1      | Gales                                                           |
| Campeonato Eurohockey sub-21 Ⅱ 2024 | 16-20 de julio de 2024           | Konya    | 1      | Escocia                                                         |
| Copa Asiática Junior 2024           | 7-15 de diciembre de 2024        | Mascate  | 5      | India China Corea del Sur Japón Malasia                         |
| Copa Africana Junior 2024           | 18-25 de abril de 2025           | Windhoek | 3      | Sudáfrica Namibia Zimbabue                                      |
| Copa Oceanía Junior 2025            | 30 de enero-2 de febrero de 2025 | Auckland | 3 2    | Australia Nueva Zelanda                                         |

## Fase de grupos
El sorteo se realizó el 12 de junio de 2025, durante una ceremonia en Santiago.

### Grupo A
| Equipo       | PJ | PG | PE | PP | GF | GC | Pts |
| ------------ | -- | -- | -- | -- | -- | -- | --- |
| Países Bajos | 0  | 0  | 0  | 0  | 0  | 0  | 0   |
| Japón        | 0  | 0  | 0  | 0  | 0  | 0  | 0   |
| Chile        | 0  | 0  | 0  | 0  | 0  | 0  | 0   |
| Malasia      | 0  | 0  | 0  | 0  | 0  | 0  | 0   |

| 1 de diciembre | Japón | vs. | Malasia |  |  |

| 1 de diciembre | Países Bajos | vs. | Chile |  |  |

| 3 de diciembre | Japón | vs. | Países Bajos |  |  |

| 3 de diciembre | Chile | vs. | Malasia |  |  |

| 5 de diciembre | Países Bajos | vs. | Malasia |  |  |

| 5 de diciembre | Chile | vs. | Japón |  |  |

### Grupo B
| Equipo    | PJ | PG | PE | PP | GF | GC | Pts |
| --------- | -- | -- | -- | -- | -- | -- | --- |
| Argentina | 0  | 0  | 0  | 0  | 0  | 0  | 0   |
| Bélgica   | 0  | 0  | 0  | 0  | 0  | 0  | 0   |
| Zimbabue  | 0  | 0  | 0  | 0  | 0  | 0  | 0   |
| Gales     | 0  | 0  | 0  | 0  | 0  | 0  | 0   |

| 2 de diciembre | Bélgica | vs. | Gales |  |  |

| 2 de diciembre | Argentina | vs. | Zimbabue |  |  |

| 4 de diciembre | Zimbabue | vs. | Gales |  |  |

| 4 de diciembre | Bélgica | vs. | Argentina |  |  |

| 6 de diciembre | Zimbabue | vs. | Bélgica |  |  |

| 6 de diciembre | Argentina | vs. | Gales |  |  |

### Grupo C
| Equipo   | PJ | PG | PE | PP | GF | GC | Pts |
| -------- | -- | -- | -- | -- | -- | -- | --- |
| Alemania | 0  | 0  | 0  | 0  | 0  | 0  | 0   |
| India    | 0  | 0  | 0  | 0  | 0  | 0  | 0   |
| Irlanda  | 0  | 0  | 0  | 0  | 0  | 0  | 0   |
| Namibia  | 0  | 0  | 0  | 0  | 0  | 0  | 0   |

| 1 de diciembre | Alemania | vs. | Irlanda |  |  |

| 1 de diciembre | India | vs. | Namibia |  |  |

| 3 de diciembre | Irlanda | vs. | Namibia |  |  |

| 3 de diciembre | India | vs. | Alemania |  |  |

| 5 de diciembre | Irlanda | vs. | India |  |  |

| 5 de diciembre | Alemania | vs. | Namibia |  |  |

### Grupo D
| Equipo     | PJ | PG | PE | PP | GF | GC | Pts |
| ---------- | -- | -- | -- | -- | -- | -- | --- |
| Inglaterra | 0  | 0  | 0  | 0  | 0  | 0  | 0   |
| Sudáfrica  | 0  | 0  | 0  | 0  | 0  | 0  | 0   |
| China      | 0  | 0  | 0  | 0  | 0  | 0  | 0   |
| Austria    | 0  | 0  | 0  | 0  | 0  | 0  | 0   |

| 2 de diciembre | Sudáfrica | vs. | Austria |  |  |

| 2 de diciembre | Inglaterra | vs. | China |  |  |

| 4 de diciembre | Sudáfrica | vs. | Inglaterra |  |  |

| 4 de diciembre | China | vs. | Austria |  |  |

| 6 de diciembre | China | vs. | Sudáfrica |  |  |

| 6 de diciembre | Inglaterra | vs. | Austria |  |  |

### Grupo E
| Equipo    | PJ | PG | PE | PP | GF | GC | Pts |
| --------- | -- | -- | -- | -- | -- | -- | --- |
| Australia | 0  | 0  | 0  | 0  | 0  | 0  | 0   |
| España    | 0  | 0  | 0  | 0  | 0  | 0  | 0   |
| Canadá    | 0  | 0  | 0  | 0  | 0  | 0  | 0   |
| Escocia   | 0  | 0  | 0  | 0  | 0  | 0  | 0   |

| 2 de diciembre | Australia | vs. | Canadá |  |  |

| 2 de diciembre | España | vs. | Escocia |  |  |

| 4 de diciembre | Canadá | vs. | Escocia |  |  |

| 4 de diciembre | España | vs. | Australia |  |  |

| 6 de diciembre | Australia | vs. | Escocia |  |  |

| 6 de diciembre | Canadá | vs. | España |  |  |

### Grupo F
| Equipo         | PJ | PG | PE | PP | GF | GC | Pts |
| -------------- | -- | -- | -- | -- | -- | -- | --- |
| Estados Unidos | 0  | 0  | 0  | 0  | 0  | 0  | 0   |
| Corea del Sur  | 0  | 0  | 0  | 0  | 0  | 0  | 0   |
| Nueva Zelanda  | 0  | 0  | 0  | 0  | 0  | 0  | 0   |
| Uruguay        | 0  | 0  | 0  | 0  | 0  | 0  | 0   |

| 1 de diciembre | Corea del Sur | vs. | Uruguay |  |  |

| 1 de diciembre | Estados Unidos | vs. | Nueva Zelanda |  |  |

| 3 de diciembre | Nueva Zelanda | vs. | Uruguay |  |  |

| 3 de diciembre | Corea del Sur | vs. | Estados Unidos |  |  |

| 5 de diciembre | Nueva Zelanda | vs. | Corea del Sur |  |  |

| 5 de diciembre | Estados Unidos | vs. | Uruguay |  |  |